# Alan Kazbekovich Badoev
Alan Kazbekovich Badoev (tiếng Ukraina: Алан Казбекович Бадоєв; sinh tháng 1 năm 1981) là một đạo diễn phim điện ảnh và video âm nhạc, biên kịch, nhà sản xuất, người dẫn truyền hình và nhà sản xuất nhạc người Ukraina gốc Ossetia. Năm 2006, anh lần đầu được công chúng quốc tế ghi nhận với tác phẩm điện ảnh đầu tay OrAngeLove (tiếng Nga: Оранжевая любовь). Hiện Badoev nổi danh nhất nhờ làm đạo diễn video âm nhạc. Anh đã đạo diễn hơn 500 video âm nhạc.

## Thân thế
Alan Kazbekovich Badoev sinh ngày 10 tháng 1 năm 1981 tại Beslan, Cộng hòa Tự trị Xã hội chủ nghĩa Bắc Ossetia. Anh lớn lên ở thành phố Horlivka, Ukraina.
Năm 1998, anh bắt đầu theo học tại Đại học quốc gia Karpenko-Kary, Kyiv và tốt nghiệp vào năm 2003. Trong thời gian theo học ở trường, anh bắt đầu làm phim tài liệu, phim ngắn và video âm nhạc (ví dụ như cho Iryna Bilyk và Dmitri Klimashenko).

## Đời tư
Từ năm 2003 đến 2012, Badoev kết hôn với người dẫn truyền hình, nữ diễn viên, nhà sản xuất và nhà thiết kế người Ukraina Zhanna Badoeva. Họ có chung một cô con gái tên Lolita, anh còn nhận nuôi Boris - con trai của Zhanna từ cuộc hôn nhân đầu tiên. Vào năm 2011 và 2017, Badoev và Zhanna Badoeva đóng chung trong vai người dẫn chương trình ở hai mùa của chương trình truyền hình du lịch Ukraina Oryol i Reshka.
Năm 2004, cha Badoev bị một nhóm người Chechen bắt cóc ở Beslan. Theo lời Badoev kể, anh đã bán gần hết đồ đạc để trả tiền chuộc cha mình.
Sau ngày 24 tháng 2 năm 2022, anh đã tham gia dự án GIDNA của Quỹ từ thiện tương lai vì Ukraina.

## Danh sách phim
| Phim điện ảnh của Badoev | Phim điện ảnh của Badoev                   | Phim điện ảnh của Badoev                                                                      | Phim điện ảnh của Badoev     | Phim điện ảnh của Badoev | Phim điện ảnh của Badoev | Phim điện ảnh của Badoev |
| Năm                      | Tựa tiếng Anh                              | Tựa gốc                                                                                       | Loại hình                    | Đạo diễn                 | Biên kịch                | Ghi chú |
| ------------------------ | ------------------------------------------ | --------------------------------------------------------------------------------------------- | ---------------------------- | ------------------------ | ------------------------ | --- |
| 1999                     | Life Take Two                              | tiếng Nga: «Жизнь дубль два»/«Zhizn' dubl' dva»                                               | Tuyển tập phim tài liệu      | Có                       | Có                       | Tuyển tập phim tài liệu của Badoev; Đoạt giải "Phim tài liệu xuất sắc nhất" tại Liên hoan phim ngắn quốc tế Golden Knight Malta               |
| 2000                     | Trace 2000                                 | tiếng Nga: «След 2000»/«Sled 2000»                                                            | Phim ngắn                    | Có                       | Có                       | |
| 2000                     | Ear and Stubble                            | tiếng Nga: «Колос и стерня»/«Kolos i sternya»                                                 | Phim ngắn                    | Có                       | Có                       | |
| 2000                     | Five Minutes or Legends of the Killed Time | tiếng Nga: «Пять минут или Легенды убитого времени»/«Pyat' minut ili Legendy ubitogo vremeni» | Phim ngắn                    | Có                       | Có                       | Đoạt giải "Đạo diễn xuất sắc nhất" và "Quay phim xuất sắc nhất" tại Liên hoan phim quốc tế Sinh viên của Audiovisual Arts "Fast-Fest Weekend" |
| 2002                     | Angels live opposite                       | tiếng Nga: «Ангелы живут напротив»/«Angely zhivut naprotiv»                                   | Phim truyện điện ảnh         | Không                    | Có                       | Badoev được trao giải "Huân chương vì bảo vệ Đức mẹ Đồng trinh Mary"                                                                          |
| 2006                     | OrAngeLove                                 | tiếng Nga: «Оранжевая любовь» /«Oranzhevaya lyubov'»                                          | Phim truyện điện ảnh         | Có                       | Có                       | Giành một số giải thưởng, gồm "Đạo diễn xuất sắc nhất" cho Badoev tại Liên hoan phim quốc tế Kinoshock                                        |
| 2012                     | Moms                                       | tiếng Nga: «Мамы» /«Mamy»                                                                     | Phim truyện điện ảnh         | Có                       | Không                    | Dành tặng Ngày Quốc tế Phụ nữ |
| 2012                     | Jealousy                                   | tiếng Nga: «Ревность» / «Revnost'»                                                            | Phim ngắn                    | Có                       | Có                       | Được đề cử "Phim ngắn xuất sắc nhất" tại Liên hoan phim quốc tế Odesa và Liên hoan phim quốc tế Moskva                                        |
| 2012                     | Z.Dance                                    | «Z.Dance»                                                                                     | Phim truyện điện ảnh âm nhạc | Có                       | Có                       | Phim ca nhạc dành cho Max Barskih |
| 2013                     | Mademoiselle Zhivago                       | «Mademoiselle Zhivago»                                                                        | Phim truyện điện ảnh âm nhạc | Có                       | Có                       | Phim ca nhạc có Lara Fabian sắm vai chính, có toàn bộ các bài hát trong album Mademoiselle Zhivago của Fabian do Igor Krutoy sáng tác         |

## Chương trình truyền hình
| Năm  | Tựa tiếng Anh                  | Tựa gốc                                                     | Kênh truyền hình                                                               | Đạo diễn | Nhà sản xuất | Biên kịch | Dẫn chương trình | Ghi chú                                                                      |
| ---- | ------------------------------ | ----------------------------------------------------------- | ------------------------------------------------------------------------------ | -------- | ------------ | --------- | ---------------- | ---------------------------------------------------------------------------- |
| 2008 | Star Factory (Mùa 2)           | "Fabrika Zirok" (tiếng Ukraina: "Фабрика зірок")            | New Channel                                                                    | Có       | Không        | Không     | Không            | Chương trình tìm kiếm tài năng; phiên bản Ukraina của Star Academy           |
| 2010 | Made in Ukraine (Mùa 1 và 2)   | "Porobleno v Ukrayini" (tiếng Ukraina: Пороблено в Україні) | Inter (Ukraina), Zoom (Ukraina)                                                | Có       | Có           | Có        | Không            | Chương trình âm nhạc giễu nhại                                               |
| 2011 | Heads and Tails (Mùa 1)        | "Orel i Reshka" (tiếng Nga: Орел и Решка)                   | Inter (Ukraina), Friday! (Nga), Seventh (Kazakhstan)(ru), Israel Plus (Israel) | Không    | Không        | Có        | Có               | Chương trình du lịch                                                         |
| 2012 | Red or Black?                  | "Krasnoye or Chernoye?" (tiếng Nga: Красное или Черное?)    | Inter (Ukraina)                                                                | Có       | Không        | Không     | Không            | Game show; phiên bản Ukraina của chương trình Red or Black? của Simon Cowell |
| 2013 | I Want to VIA Gra              | "Khochu v VYA Hru" (tiếng Nga: Хочу в "ВИА Гру)             | NTV (Nga), ONT (Belarus), HTK (Kazakhstan)(ru), 1+1 (Ukraina)                  | Có       | Có           | Có        | Không            | Chương trình tuyển chọn quốc tế cho nhóm VIA Gra                             |
| 2014 | I Want to Meladze              | "Khochu k Meladze" (tiếng Nga: Хочу к Меладзе)              | NTV (Nga), ONT (Belarus), Seventh (Kazakhstan)(ru), Ukraine TV (Ukraina)       | Có       | Có           | Có        | Không            | Chương trình tuyển chọn quốc tế cho MBAND và hợp tác với Konstantin Meladze  |
| 2017 | Heads and Tails (Mùa 10 và 11) | "Orel i Reshka" (tiếng Nga: Орел и Решка)                   | Inter (Ukraina), Friday! (Nga), Seventh (Kazakhstan)(ru), Israel Plus (Israel) | Không    | Không        | Không     | Có               | Chương trình du lịch                                                         |

## Danh sách video chọn lọc
Badoev đã đạo diễn hơn 500 video âm nhạc cho các nghệ sĩ Ukraina, Nga và quốc tế, gồm:
- Alekseev— "Drunken Sun" (2015),[28] "Снов осколки" (2016),[28]  "Океанами стали" (2016),[29] "Чувствую душой" (2017),[30] "Forever" (2018),[31] "Целуй" (2019),[32] "Камень и вода" (2019)[33]
- Alla Pugacheva — "Приглашение на закат" (2007)[34]
- Ani Lorak— "A Little Shot of Love" (2004),[35]  "С первого взгляда" (2007),[36]  "Удержи моё сердце" (2016),[37] "Уходи по-английски" (2016),[7] "Разве ты любил" (2016),[7] "Ты ещё любишь" (2017),[5] "Новый бывший" (2017),[5] "Мы нарушаем" (2019),[38]  "Я бы летала" (2020)[39]
- Arash hợp tác với Helena —  "Dooset Daram" (2018)[7]
- Dan Balan — "Люби" (2012),[37]  "Lendo Calendo" (2013),[40] "Funny Love" (2015),[41] "Плачь" (2015),[42] "Holdon Love"  (2017)[43]
- Dimash Kudaibergen — "Love of Tired Swans" (2019),[44]  "Know" (2019)[5]
- Dmitri Hvorostovsky và Igor Krutoy — "Toi et Moi" (2009)[45]
- Iryna Bilyk —  "А мені б туди" (2001),[46] "Снег" (2003)[8]
- Jamala — "History Repeating" (2009)[47]
- Kazaky — "Dance and Change" (2012),[48]  "Push" (2019)[49]
- Kazka — "ПАЛАЛА/NIRVANA" " (2020)[50]
- Lara Fabian — "Mademoiselle Zhivago" (2013)[20]
- Mariya Yaremchuk — "Ти в мені є"(2017)[37]
- Max Barskih — "Агония" (2009),[51]  "Пусто" (2009),[52]  "DVD" (2009),[53] "Сердце бьётся" (2010),[54] "Студент" (2010),[55]  "Белый ворон" (2011),[56] "Глаза-убийцы" (2011),[57]  "Теряю тебя" (2011),[58] "Z.Dance" (2012),[3][58] "По Фрейду" (2013),[19] "Какой была твоя любовь" (2013),[59]  "Hero_In" (2013),[60] "Небо" (2013),[61] "Всё серьёзно" (2014),[62] "Отпусти" (2014),[63]  "Хочу танцевать" (2015),[64] "Подруга-ночь" (2015),[65]  "Займёмся любовью" (2016),[66]  "Последний летний день" (2016),[67]  "Туманы/Неверная" (2016),[68]  "Моя любовь" (2017),[37] "Февраль" (2017),[69]  "Сделай громче" (2018),[70] "Полураздета (2018),[71]  "Берега (2018),[72] "Лей, не жалей" (2020),[73] "По секрету" (2020),[74]  "Silence" (2020)[75]
- NK — "#Этомояночь" (2017)[76]
- Philipp Kirkorov — "Мы так нелепо разошлись" (2010),[77]  "Снег",(2011)[78] "Мне не жаль тебя" (2011)[79]
- Polina Gagarina — "Нет" (2012),[19] "Навек" (2013),[80] "Immortal Feelings " (2014),[81] "Выше головы" (2018)[82]
- Sofia Rotaru — "Вишнёвый сад (Зимняя вишня)" (2005)[83]
- Svetlana Loboda/Loboda —  "Чёрно-белая зима" (2004),[84]  "Я забуду тебя" (2005),[85]  "Ты не забудешь" (2005),[86]  "Постой, муЩина!" (2006),[87] "Мишка, гадкий мальчишка" (2007),[88] "За что" (2008),[89] "Не ма4о!" (2008;[90] thước phim video được dùng trong MV của Be My Valentine! (Anti-Crisis Girl) (2009)),[91] "By Your Side" (2009),[92]  "Жить легко" (2010),[93]  "Сердце бьётся" (2010),[54] "Революция" (2010),[13]  "На свете" (2011),[94] "New Rome" (2020)[95]
- Sergey Lazarev — "Сдавайся "  (2018)[96]
- Tayanna —   "9 жизней" (2016),[7] "Осень" (2016),[7] "Люблю" (2016),[7] "Не люби" (2017),[7] "Грешу" (2017),[97]  "Шкода" (2017),[37] "Кричу" (2018),[98]  "Леля" (2018)[99]
- Tina Karol —  "Ноченька" (2006),[37]  "Люблю его" (2007)[8] "Ніжно" (2012) [100]
- Valery Meladze — "Небеса" (2010),[37]  "Не теряй меня" (2010) [101]
- Vera Brezhneva —  "Я не играю" (2008),[102]  "Нирвана" (2008),[103] "Любовь спасёт мир" (2010),[104]  "Реальная жизнь" (2011),[105]  "Бессонница" (2012),[106]  "Девочка моя" (2014),[107]  "Близкие люди" (2017),[108]  "Любите Друг Друга" (2019)[109]
- VIA Gra — "ЛМЛ" (2006),[110] "Цветок и нож" (2007),[37] "Поцелуи" (2008),[111] " Алло, мам" (2012),[112] "Перемирие" (2013)[13]
- Zivert — "Beverly Hills" (2019),[113] "Credo" (2020),[114]  "ЯТЛ" (2020)[114]

## Sản xuất
Badoev là nhà sản xuất nhạc cho một số nghệ sĩ Ukraina, tiêu biểu là các ca sĩ Max Barskih và Tayanna.